# Едіт Берцеш
Едіт Берцеш (угор. Bérces Edit; нар. 16 травня 1964, Залаеґерсеґ) — угорська бігунка на ультрамарафонські дистанції, рекордсменка світу, екс-чемпіонка світу і Європи.

## Біографія
Найуспішніша бігунка на ультрамарафонські дистанції Угорщини, протягом своєї кар'єри вона встановила кілька світових рекордів, і тримає практично всі угорські рекорди на дистанціях від 100 кілометрів до 48 годин.
До її вищих досягнень можна віднести перемоги на чемпіонатах Світу та Європи 2000 р. на 100 км і перемогу на чемпіонаті Європи в добовому бігу 2002 року. Вона також двічі вигравала головний ультрамарафон Угорщини, п'ятиденний Відень-Братислава-Будапешт.
У 2002 році, всього через два тижні після перемоги на Європейському чемпіонаті у 24 годинному бігу, вона встановила світовий рекорд в 24 годинному бігу по стадіону (світовий рекорд на 100 миль по ходу). Ґрунтуючись на цих досягненнях, журнал Ultramarathon World (Світ ультрамарафону) (Association of Road Racing Statisticians) проголосив її найкращою бігункою на ультрамарафонські дистанції 2002 року.
У 2004 році Берцеш встановила 24-годинний світовий рекорд на тредмілі і світовий рекорд на 100 миль по ходу. Обидва ці рекорди не побито й досі. Рекорд на 24 години на той час був кращим за чоловічий світовий рекорд.

## Світові рекорди
| Дистанція | Вид     | Результат  | Місце                 | Дата               |
| --------- | ------- | ---------- | --------------------- | ------------------ |
| 100 миль  | стадіон | 14:25.45   | Сан-Джованні-Лупатото | 21-22 вересня 2002 |
| 100 миль  | тредміл | 14:15.08   | Будапешт              | 8-9 березня 2004   |
| 24 години | стадіон | 250,106 км | Сан-Джованні-Лупатото | 21-22 вересня 2002 |
| 24 години | тредміл | 247,2 км   | Будапешт              | 8-9 березня 2004   |